# Il-Ballut tal-Wardija
il-Ballut tal-Wardija – niewielkie siedlisko przyrodnicze w północno-wschodniej części Malty, pomiędzy miejscowościami Wardija i Saint Paul’s Bay. Nie jest zaludnione, zaliczane do obszaru chronionego.
Na terenie siedliska przyrodniczego występują cieki ze słodką wodą, połączone ze źródłami w rejonie Għajn Astas (przede wszystkim z Għajn Ballut).

## Obszar chroniony
Większość obszaru siedliska przyrodniczego il-Ballut tal-Wardija stanowią lasy, w których można spotkać najstarszą maltańską populację dębów. Niektóre z nich mają ok. 900 lat, są jednymi z najstarszych drzew na wyspach maltańskich. Pod ścisłą ochroną pozostaje dąb ostrolistny (z malt. Il-Ballut).
Pod ochroną znajdują się również liczne gatunki z lasu iglastego, oliwka europejska (z malt. Iż-Żebbuġa) i chleb świętojański (z malt. Il-Ħarruba).
Na obszarze siedliska skatalogowano również cztery gatunki porostów, dziewięć gatunków śluzowców i trzy gatunki owadów. Il-Ballut tal-Wardija jest unikalnym miejscem na Malcie, gdzie można spotkać nietoperza z gatunku Mroczek późny.

## Uczestnictwo w programie Natura 2000
W il-Ballut tal-Wardija znajdują się gatunki zagrożone wyginięciem, w związku z czym w kwietniu 2004 r. siedlisko przyrodnicze zostało zakwalifikowane do udziału w europejskim programie ochronnym Natura 2000. Wyróżnionych został pięć typów siedlisk przyrodniczych:
- śródziemnomorskie okresowe zbiorniki wodne (kod 3170),
- ciepłe śródziemnomorskie i półpustynne zarośla (kod 5330),
- lasy z Olea sp. oraz Ceratonia sp. (kod 9320),
- lasy z Quercus ilex oraz Quercus rotundifolia	kod 9340),
- śródziemnomorskie lasy sosnowe z endemicznymi mezogenicznymi sosnami (kod 9540).